# 富士宮市立富士根北中学校
富士宮市立富士根北中学校（ふじのみやしりつ ふじねきたちゅうがっこう）は、静岡県富士宮市にある公立中学校。
略称は「根北」

## 概要
本校は、標高360mの富士山麓に位置し、学区は富士山頂まで広がる。南側には、「スプリング・エフェメラル（春の妖精）」と呼ばれるカタクリの群生地があり、「カタクリの里」として親しまれている。毎年3月下旬から4月上旬にかけて可憐な薄紫色の花が咲き、多くの人が訪れる。
本校では、生徒が「カタクリ当番」として「カタクリ新聞」を配布し、来訪者への説明を行うほか、カタクリの調査・保護・繁殖活動にも取り組んでいる。カタクリは学校のシンボルであり、その薄紫色はスクールカラーにもなっている。
また、学区内には世界文化遺産「富士山」の構成資産の一つである「村山浅間神社」がある。毎年7月10日に行われる「富士山開山式」には全校生徒が参加し、「水垢離」（1年男子）や「山伏問答」（2年）を通じて、かつての修験道を再現している。

## 学校規模
（令和６年度）
１年…２４名、１学級
２年…３４名、１学級
３年…２９名、１学級
（合計）８７名、３学級

## 部活動
- 野球部
- 女子バレー部
- 男子バスケ部
- 女子バスケ部
- ソフトテニス部

## 通学区域
粟倉1区（2町内2班（佐久間送電線以南）を除く。） 粟倉2区 粟倉3区 粟倉4区 粟倉南区 村山1区 村山2区 村山3区（2町内及び3町内） 舟久保区 山宮1区（2町内5班） 山宮2区（1町内4班）

## 周辺
- 村山浅間神社

## 進学元の小学校
- 富士宮市立富士根北小学校